# Alexis Kabamba
Alexis Kabamba, né le 15 octobre 2005 à Neuilly-sur-Seine en France, est un footballeur français qui évolue au poste d'ailier droit à l'Olympique de Marseille.

## Biographie

### Carrière en club
Né à Neuilly-sur-Seine, Alexis Kabamba est formé au Stade de Reims.
Le 7 juin 2023, il signe officiellement son premier contrat professionnel avec l'Olympique de Marseille pour une durée de trois ans.

### Carrière en sélection
En avril 2022, il est sélectionné avec l'équipe de France des moins de 17 ans pour participer à l'Euro 2022 organisé en Israël. Il se distingue lors du premier match de la phase de groupe le 16 mai, face à la Pologne en délivrant une passe décisive pour Mathys Tel après son entrée en jeu, participant ainsi à la large victoire de son équipe par six buts à un.
La France se qualifie pour la finale après une séance de tirs au but face au Portugal le 29 mai 2022,. Les jeunes français s'imposent le 1er juin 2022 face aux Pays-Bas sur le score de deux buts à un.

## Palmarès
France -17 ans
- Championnat d'Europe -17 ans (1) :
  - Vainqueur : 2022.